# 汤姆·菲利普斯
海军上将汤姆·斯宾塞·沃恩·菲利普斯爵士，KCB（1888年2月19日—1941年12月10日）是一位参与了第一次和第二次世界大战的英国皇家海军军官。菲利普斯在日本入侵马来亚期间指挥英国海军Z舰队，最终在马来亚海战中和他的旗舰威尔士亲王号战列舰一起沉入海底。菲利普斯是二战期间阵亡的最高级别盟军军官之一。[A]

## 早年和个人生活
菲利普斯是皇家炮兵的军官托马斯·沃恩·永利·菲利普斯上校和阿尔杰农·德·霍西海军上将的女儿路易莎·玛丽·阿德琳·德·霍西·菲利普斯的儿子。菲利普斯的妻子是来自康沃尔郡布德的菲利普斯女爵。
菲利普斯身高只有5英尺4英寸（162厘米）。在他53岁去世时，他是皇家海军最年轻的海军上将之一，也是最年轻的舰队司令之一。

## 海军生涯
菲利普斯于1903年在斯塔宾顿预备学校接受教育后作为一名海军学员加入了皇家海军。他于1904年成为一名见习士官，并在布列塔尼亚号上受训。他于1908年4月9日晋升为少尉，1909年7月20日晋升为中尉。在第一次世界大战中，菲利普斯在地中海和远东的驱逐舰上服役。1916年7月15日，他被提升为中校。菲利普斯于1919年6月至1920年5月进入皇家海军参谋学院就读。他在1920年到1922年之间担任了国际联盟常设咨询委员会的海军，陆军和空军的问题委员会的军事顾问。
菲利普斯于1921年6月晋升为海军中校，并于1927年6月晋升为上校。1928年9月4日，他担任驱逐舰坎布尔号的舰长直到1929年8月。1930年4月24日至1932年9月，菲利普斯担任英国海军部计划处助理主任。随后他在远东担任了三年巡洋舰的船旗长。1935年，他返回海军部领导计划部。1938年，菲利普斯晋升为准将，指挥本土艦隊中的驱逐舰舰队。1939年1月10日，菲利普斯晋升少将，同时也成为国王乔治六世的海军顾问之一。从1939年6月1日到1941年10月21日，菲利普斯先后担任海军代理参谋长和海军副参谋长。菲利普斯深得温斯顿·丘吉尔的信任，后者于1940年2月任命他为代理海军中将。

## Z舰队

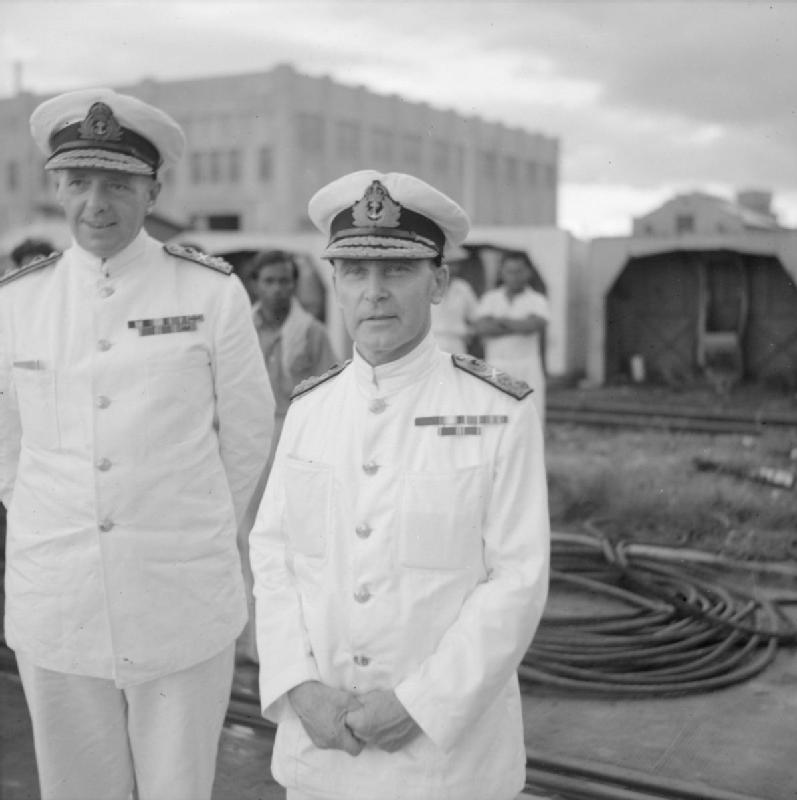
1941年12月2日，Z舰队指挥官汤姆·菲利普斯爵士（右）和他的副手亚瑟·帕利泽在新加坡海军基地的码头边

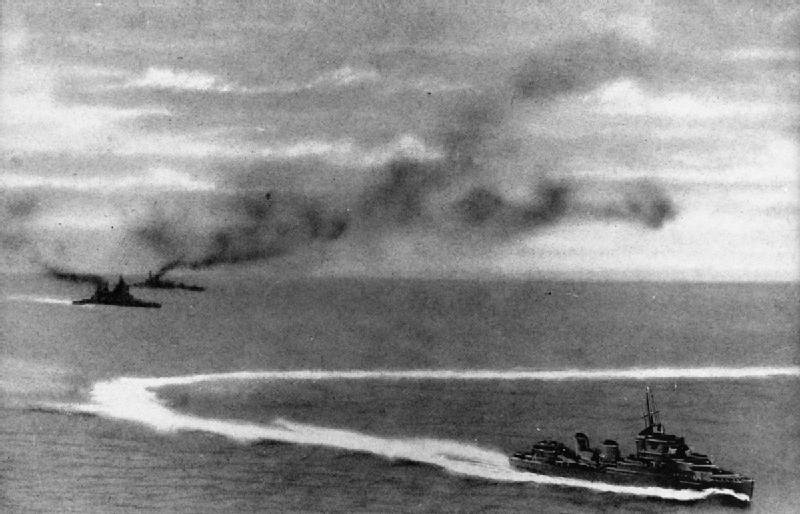
1941年12月10日，威尔士亲王号（左，前）和反击号（左，后）被日军飞机空袭

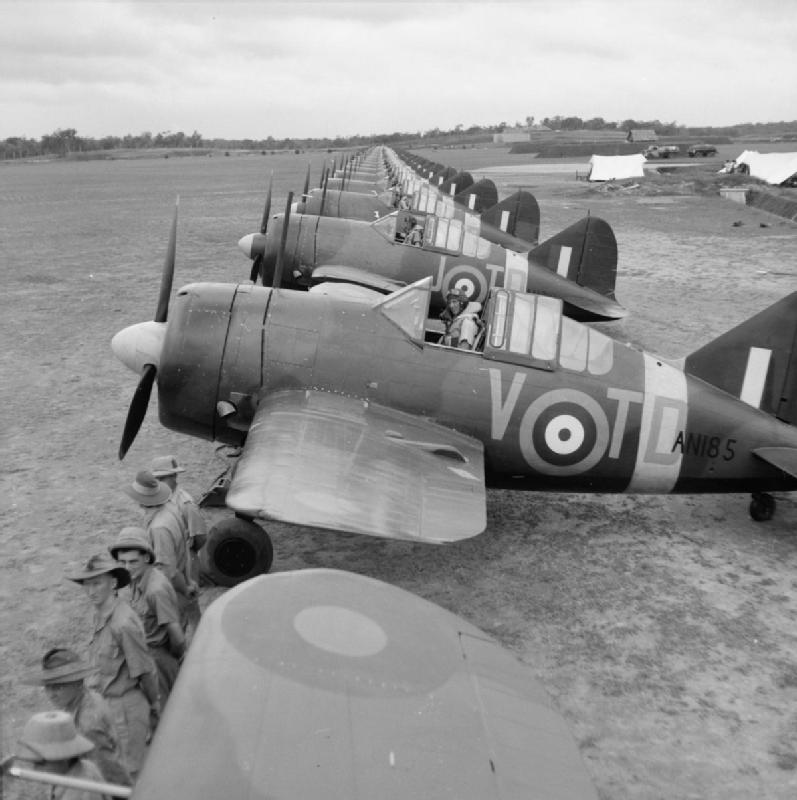
被分配到Z舰队的澳大利亚皇家空军第453中队直到日本空袭开始后都没有出现

菲利普斯于1941年底被任命为中国舰队总司令，这一举动在皇家海军的高层引起了一些争议，因为在众人眼中他被认为是一位“案头将军”。他最终还是被任命为代理海军上将，并于1941年10月25日出海前往他在新加坡的总部。他与一个当时被指定为G舰队的海军分遣队一起出航，该分队由他的旗舰新型战列舰威尔士亲王号，一艘一战时期的战列巡洋舰反击号以及四艘驱逐舰组成。这一批舰船的部署是由温斯顿·丘吉尔亲自做出的决定。第一海务大臣、海军元帅达德利·庞德爵士以及南非首相陆军元帅扬·史末资都对丘吉尔提出了坚决的警告，史末资在反击号离开德班前往新加坡前的船员讲话上就已经预言了该舰的命运。
新型航母不屈号（HMS Indormitable）原本打算前往新加坡，但她在西印度群岛的处女航中搁浅，所以并没有与其他船只一起从英国启航。菲利普斯和他的舰队于1941年12月2日抵达新加坡，在那里它们被重新指定为Z舰队。尚未正式宣战，日本就于1941年12月8日空袭珍珠港，并于同一天登陆马来亚。日本人同时在三个地点发动攻击，希望吸引皇家空军所有可用的陆基战斗机，使得菲利普斯的舰队没有战机掩护。不屈号的延期抵达使得菲利普斯的舰队失去了海军战机的空中掩护。但由于菲利普斯长期以来一直认为飞机对水面舰艇没有威胁，因此他派出由威尔士亲王号、反击号和四艘驱逐舰组成的Z舰队在没有任何空中掩护的情况下出海拦截登陆的日本部队。围绕这个决定的争论至今仍在继续。Z舰队于12月8日17:35从新加坡启航。菲利普斯海军上将让他的参谋长亚瑟·帕利泽少将留在岸上的指挥所内。此次行动菲利普斯使用威尔士亲王号作为他的旗舰。菲利普斯希望能够拦截任何准备登陆的日军船队，以防止更多军队登陆马来亚半岛。他在出发时向他的舰队示意：“我们正在外面寻找日本人，毫无疑问我们会找到它。我们希望明天给敌人的运输船带来惊喜，我们期待与日本战列舰金刚号相会。”
午夜过后不久，菲利普斯的幕僚长通过无线电广播说，皇家空军在为陆军提供支持的时候受到极大的阻力，菲利普斯的舰队在宋卡附近将没有空中掩护。同时，日本重型轰炸机已经被部署在印度支那南部，道格拉斯·麦克阿瑟将军也被要求派遣刘易斯·H.布里尔顿将军的B-17攻击日军的空军基地。此时日军已经在泰国半岛建立了稳固的阵地。但是当英国军舰抵达哥打巴鲁时，他们最好的机会已经过去。日军的运输船队已经返回基地，但菲利普斯上将没有意识到这一点。Z舰队继续向北航行，离开阿南巴斯群岛前往港口。12月9日6点29分，菲利普斯收到消息，Z舰队中的一艘驱逐舰发现了一架敌机。菲利普斯随后在没有空中掩护的情况下进入了日军战机的飞行半径。此时的菲利普斯仍然希望在宋卡给日军运输船队一个惊喜。Z舰队随后航行到印度支那以南150英里和马来半岛以东250英里的位置。
14时15分，原田白江中佐指挥日军潜艇伊第百六十五號报告称其看到“两艘战列舰，航向240，航速14节”。I-65随后浮出水面并开始尾随英军战舰，但突然的狂风掩盖了英国船只的行迹。在原田跟随的同时，鬼怒号的一架九四式水上侦察机将原田的潜艇误认为是英军潜艇并发起攻击，原田随即下令进行紧急下潜。在30分钟后浮出水面时，菲利普斯的舰队早已失去了踪迹。18点30分，当天气转晴，菲利普斯从旗舰上看到三架日本海军侦察机时，意识到舰队處於非常危险的位置。无奈之下，他下令掉头高速返回新加坡。当菲利普斯向南航行时，来自新加坡的电报描绘了马来亚海岸即将到来的厄运。英国军队正在迅速败退。12月9日午夜前不久，传来敌人登陆关丹的消息，关丹位于哥打巴鲁和新加坡之间。由于日军占领关丹后，新加坡将会面临迫在眉睫的危险，菲利普斯决定袭击关丹。
12月10日黎明时分，一架身份不明的飞机在离关丹约60英里的地方被发现。菲利普斯选择继续沿预定航线航行，同时从威尔士亲王号上派出一架侦察机，但是该侦察机没有发现敌人的踪迹。舰队中的一艘驱逐舰前去侦察关丹港，发现它空无一人，并于08:35再次与舰队汇合。菲利普斯此时还没有意识到来自新加坡的情报有问题，他选择继续寻找一个不存在的敌人。三巴旺基地的皇家澳大利亚空军第453中队的10架布鲁斯特布法罗F2A战斗机被分配给Z舰队。他们被指定为舰队防御中队，空军中尉蒂姆·维戈尔斯获得了Z部队使用的无线电程序。战后，维戈尔斯一直对菲利普斯上将未能呼叫空中支援感到不满。菲利普斯决定不要求澳大利亚皇家空军提供防空屏障，因为他认为保持无线电静默更为重要。12月10日大约上午10时，有人看到一架日本飞机，舰上人员立即进入战斗状态。
11點10分，此时海面已是阳光灿烂，9架日本飞机在10,000英尺的高空被发现。这些飞机们朝着32,000吨级的战列巡洋舰反击号单列飞行。一枚炸弹随后击中了反击号的弹射器甲板并在机库中爆炸，在甲板下方引起了火灾。11点15分，反击号的威廉·坦南特上尉通过无线电向澳大利亚皇家空军寻求帮助。11时40分，威尔士亲王号遭到鱼雷轰炸机的袭击，她的船尾被击中，螺旋桨和方向舵损坏。几波鱼雷轰炸机随后对反击号展开猛烈袭击。澳大利亚空军的战机在这时还没有到场。威尔士亲王号和反击号在1941年12月10日被来自西贡的第22航空舰队的86架日本轰炸机和鱼雷轰炸机击沉。随行的驱逐舰救了两艘舰上2,921名船员中的2,081人，有840名水手丧生。威尔士亲王号的舰长约翰·里奇和菲利普斯与战舰一起沉没。两艘英国军舰沉没後，英方空军的飞机才抵達戰場。
在英国舰队被摧毁后，日军继续在马来亚推进。1942年1月27日，英军中将亚瑟·珀西瓦尔下令全军撤往新加坡。2月15日，珀西瓦尔带着他剩余的85,000名英国、印度和澳大利亚军队向日本投降，这是英国历史上最大规模的投降。

关于菲利普斯决定在没有空中掩护的情况下继续前进，海军历史学家塞缪尔·艾略特·莫里森写道：
那些在战争中做出决定的人不断地权衡某些风险和可能的收益。在敌对行动开始时，（美国的）哈特海军上将考虑派遣他的小型打击部队到吕宋岛以北破坏日本的通讯，但他认为他的船只所面临的风险超过可能的收益，因为敌人已经获得了制空权。菲利普斯上将在马来亚也遇到了同样的问题。菲利普斯是否应该驶入暹罗湾并让他的船只受到可能来自印度支那的空袭，以期打破敌人与登陆部队的联系？菲利普斯最终决定抓住机会，在皇家空军和英国陆军与日军血战的情况下，皇家海军无法袖手旁观。
菲利普斯的名字被刻在普利茅斯的普利茅斯海军纪念碑上。

## 引文
1. ↑  . Commonwealth War Graves Commission.   [2010-05-05]. （原始内容存档于2020-06-03）.
2. ↑  . 时代杂志. 1941-12-22  [2010-05-05]. （原始内容存档于2012-11-05）.
3. ↑  C. Peter Chen. . World War II Database.   [2010-05-06]. （原始内容存档于2021-12-23）.
4. ↑  L, Klemen. . Forgotten Campaign: The Dutch East Indies Campaign 1941–1942. 1999–2000  [2021-12-23]. （原始内容存档于2021-05-16）.
5. ↑  Captain Stephen Roskill: The war at sea, 1939–1945 Three volumes (1954–61; 1994)
6. ↑  Bob Hackett & Sander Kingsepp. . Stories and Battle Histories of the IJN's Submarines. 1941-12-22  [2010-05-06]. （原始内容存档于2008-06-09）.
7. ↑  Stephen, p. 108.
8. 1 2  . The Telegraph. 2003-11-09  [2011-06-12]. （原始内容存档于2021-12-23）.
9. ↑  . 时代杂志. 1941-12-22  [2010-05-05]. （原始内容存档于2008-06-09）.
10. ↑  Colin Smith. . Penguin Books Limited. 2006  [2021-12-23]. ISBN 978-0-14-190662-1. （原始内容存档于2021-12-23）.
11. ↑  . 时代杂志. 1991-12-02  [2010-05-06]. （原始内容存档于2010-09-02）.
12. ↑  Samuel Eliot Morison. . History of United States Naval Operations in World War II, Volume III. Little, Brown & Company. 1948-09  [2010-05-04]. （原始内容存档于2021-12-23）.